# 莉娅·韦尔蒂
莉娅·约埃莱·韦尔蒂（德語：Lia Joëlle Wälti；1993年4月19日—），瑞士女子职业足球运动员，司职中场，目前效力于阿森纳足球俱乐部和瑞士国家女子足球队。她曾代表瑞士参加2022年欧洲女子足球锦标赛和2023年国际足联女子世界杯等多场国际赛事。